# Александър Белов
Александър Анатолиевич Белов (с истинска фамилия Поткин) е руски крайно десен политик, националист. Той е бивш лидер на националистическата организация Движение против нелегалната имиграция (ДПНИ).

## Биография
Белов завършва Руския държавен хуманитарен университет със специалност „Информационна безопасност“, както и Московския външен хуманитарен университет със специалност „Право“.

### ДПНИ
Бил е координатор на Центъра за връзки с обществеността на ДПНИ, заместник-председател на Централния съвет на Национален патриотичен фронт „Памет“ (преди това е прес-секретар). От 2005 г. е член на Управителния съвет на Руското национално движение (РНД). До април 2009 г. оглавява ДПНИ.

### Руснаци
На 3 май 2011 г. Белов и лидерът на „Славянски съюз“ Дмитрий Дьомушкин учредяват нова националистическа организация на име „Руснаци“, като планират създаване на политическа партия.